# Campeonato Mundial de Atletismo de 2019 - Salto triplo feminino
A competição do salto triplo feminino no Campeonato Mundial de Atletismo de 2019 foi realizada no Estádio Internacional Khalifa, em Doha, no Catar, entre os dias 3 e 5 de outubro.

## Recordes
Antes da competição, os recordes eram os seguintes: 
| Recorde mundial                               | Inessa Kravets (UKR)         | 15.50 | Gotemburgo, Suécia | 10 de agosto de 1995  |
| Recorde do campeonato                         | Inessa Kravets (UKR)         | 15.50 | Gotemburgo, Suécia | 10 de agosto de 1995  |
| Recorde do ano                                | Yulimar Rojas (VEN)          | 15.41 | Andújar, Espanha   | 6 de setembro de 2019 |
| Recorde africano                              | Françoise Mbango Etone (CMR) | 15.39 | Pequim, China      | 17 de agosto de 2008  |
| Recorde asiático                              | Olga Rypakova (KAZ)          | 15.25 | Split, Croácia     | 4 de setembro de 2010 |
| Recorde da América do Norte, Central e Caribe | Yargeris Savigne (CUB)       | 15.29 | Roma, Itália       | 11 de julho de 2003   |
| Recorde da América do Sul                     | Yulimar Rojas (VEN)          | 15.41 | Andújar, Espanha   | 6 de setembro de 2019 |
| Recorde europeu                               | Inessa Kravets (UKR)         | 15.50 | Gotemburgo, Suécia | 10 de agosto de 1995  |
| Recorde da Oceania                            | Nicole Mladenis (AUS)        | 14:04 | Hobart, Austrália  | 9 de março de 2002    |
| Recorde da Oceania                            | Nicole Mladenis (AUS)        | 14:04 | Perth, Austrália   | 7 de dezembro de 2003 |

## Medalhistas
| Ouro                | Prata                   | Bronze                  |
| Yulimar Rojas (VEN) | Shanieka Ricketts (JAM) | Caterine Ibargüen (COL) |

## Tempo de qualificação
| Tempo de qualificação |
| --------------------- |
| 14.20 m               |

## Calendário
| Data                 | Horário | Fase         |
| -------------------- | ------- | ------------ |
| 3 de outubro de 2019 | 16:40   | Qualificação |
| 5 de outubro de 2019 | 20:35   | Final        |

Todos os horários estão no horário local (UTC+3)

## Resultados

### Qualificação
Qualificação: 14,30 m (Q) ou as 12 melhores performances (q). 
| Pos. | Grupo | Atleta             | Nacionalidade  | Tentativa | Tentativa | Tentativa | Marca | Notas |
| Pos. | Grupo | Atleta             | Nacionalidade  | 1         | 2         | 3         | Marca | Notas |
| ---- | ----- | ------------------ | -------------- | --------- | --------- | --------- | ----- | ----- |
| 1    | A     | Shanieka Ricketts  | Jamaica        | 14.42     |           |           | 14.42 | Q     |
| 2    | A     | Caterine Ibargüen  | Colômbia       | 13.97     | 14.32     |           | 14.32 | Q     |
| 3    | A     | Olha Saladukha     | Ucrânia        | x         | x         | 14.32     | 14.32 | Q     |
| 4    | B     | Yulimar Rojas      | Venezuela      | x         | 14.31     |           | 14.31 | Q     |
| 5    | A     | Keturah Orji       | Estados Unidos | 14.30     |           |           | 14.30 | Q     |
| 6    | A     | Kristiina Mäkelä   | Finlândia      | 14.26     | 14.10     | 14.06     | 14.26 | q     |
| 7    | B     | Rouguy Diallo      | França         | 14.25     | 14.04     | x         | 14.25 | q     |
| 8    | B     | Ana Peleteiro      | Espanha        | 14.11     | 14.23     | –         | 14.23 | q     |
| 9    | B     | Tori Franklin      | Estados Unidos | 14.23     | x         | 13.86     | 14.23 | q     |
| 10   | A     | Patrícia Mamona    | Portugal       | 14.21     | 11.95     | 14.18     | 14.21 | q     |
| 11   | B     | Kimberly Williams  | Jamaica        | 14.20     | 13.75     | 13.73     | 14.20 | q     |
| 12   | B     | Andreea Panturoiu  | Roménia        | x         | 14.12     | 14.02     | 14.12 | q     |
| 13   | B     | Olga Rypakova      | Cazaquistão    | 14.09     | 14.05     | x         | 14.09 |       |
| 14   | B     | Dovilė Kilty       | Lituânia       | 14.01     | 14.09     | 12.62     | 14.09 |       |
| 15   | B     | Liadagmis Povea    | Cuba           | 14.01     | 14.08     | 13.98     | 14.08 |       |
| 16   | A     | Gabriela Petrova   | Bulgária       | 13.84     | 13.98     | x         | 13.98 |       |
| 17   | B     | Ottavia Cestonaro  | Itália         | x         | 13.97     | x         | 13.97 |       |
| 18   | A     | Evelise Veiga      | Portugal       | 13.48     | 13.89     | 13.58     | 13.89 |       |
| 19   | B     | Yosiris Urrutia    | Colômbia       | x         | 13.77     | 13.73     | 13.77 |       |
| 20   | B     | Susana Costa       | Portugal       | 13.71     | 13.77     | 13.65     | 13.77 |       |
| 21   | A     | Iryna Vaskouskaya  | Bielorrússia   | 13.67     | 13.57     | 12.48     | 13.67 |       |
| 22   | A     | Diana Zagainova    | Lituânia       | 13.58     | x         | 13.64     | 13.64 |       |
| 23   | A     | Patricia Sarrapio  | Espanha        | 13.58     | 13.40     | 13.46     | 13.58 |       |
| 24   | A     | Liuba Zaldívar     | Equador        | 13.48     | 13.56     | 13.16     | 13.56 |       |
| 25   | B     | Anna Krasutska     | Ucrânia        | 13.16     | 13.14     | 13.09     | 13.16 |       |
| 26   | B     | Aleksandra Nacheva | Bulgária       | 13.05     | x         | 12.71     | 13.05 |       |
| 27   | A     | Thea LaFond        | Dominica       | DNS       | DNS       | DNS       | DNS   | DNS   |
| 27   | A     | Yanis David        | França         | DNS       | DNS       | DNS       | DNS   | DNS   |

### Final
A final ocorreu dia 5 de outubro às 20:35. 
| Pos.              | Atleta            | Nacionalidade  | Tentativa | Tentativa | Tentativa | Tentativa | Tentativa | Tentativa | Marca | Notas                |
| Pos.              | Atleta            | Nacionalidade  | 1         | 2         | 3         | 4         | 5         | 6         | Marca | Notas                |
| ----------------- | ----------------- | -------------- | --------- | --------- | --------- | --------- | --------- | --------- | ----- | -------------------- |
| Medalha de ouro   | Yulimar Rojas     | Venezuela      | 14.87     | 15.37     | x         | 15.18     | 14.77     | x         | 15.37 |                      |
| Medalha de prata  | Shanieka Ricketts | Jamaica        | 14.81     | 14.76     | 14.92     | 14.72     | 14.85     | x         | 14.92 |                      |
| Medalha de bronze | Caterine Ibargüen | Colômbia       | 14.16     | x         | 14.40     | 14.46     | 14.73     | 14.47     | 14.73 |                      |
| 4                 | Kimberly Williams | Jamaica        | 14.64     | 14.64     | 14.53     | x         | x         | 14.17     | 14.64 | Recorde pessoal      |
| 5                 | Olha Saladukha    | Ucrânia        | 14.52     | 14.40     | x         | 12.34     | 14.25     | 14.05     | 14.52 | Recorde da temporada |
| 6                 | Ana Peleteiro     | Espanha        | 14.47     | 13.41     | x         | 14.27     | 14.20     | 14.20     | 14.47 |                      |
| 7                 | Keturah Orji      | Estados Unidos | x         | 14.46     | x         | 14.37     | 14.24     | 14.45     | 14.46 |                      |
| 8                 | Patrícia Mamona   | Portugal       | 14.40     | 14.34     | 14.30     | 14.17     | x         | x         | 14.40 |                      |
| 9                 | Tori Franklin     | Estados Unidos | 14.07     | x         | 14.08     |           |           |           | 14.08 |                      |
| 10                | Rouguy Diallo     | França         | x         | x         | 14.08     |           |           |           | 14.08 |                      |
| 11                | Andreea Panturoiu | Roménia        | 14.07     | x         | x         |           |           |           | 14.07 |                      |
| 12                | Kristiina Mäkelä  | Finlândia      | 13.81     | 13.99     | 13.74     |           |           |           | 13.99 |                      |

Legenda
| Recorde mundial       | Recorde mundial (World record)               |                       | Recorde africano                      | Recorde africano (African) |                                           | Q | Classificado por posição (Qualified) |
| Recorde do campeonato | Recorde do campeonato (Championship record)  | Recorde da América    | Recorde da América (Americas)         | q                          | Classificado por melhor tempo (Qualified) |   |                                      |
| Melhor marca do ano   | Melhor marca do ano (World leading)          | Recorde asiático      | Recorde asiático (Asian)              | DNS                        | Não largou (Did not start)                |   |                                      |
| Recorde nacional      | Recorde nacional (National record)           | Recorde europeu       | Recorde europeu (European)            | DNF                        | Não terminou (Did not finish)             |   |                                      |
| Recorde pessoal       | Recorde pessoal do atleta (Personal best)    | Recorde da Oceania    | Recorde da Oceania (Oceania)          | DSQ / DQ                   | Desclassificado (Disqualified)            |   |                                      |
| Recorde da temporada  | Recorde da temporada do atleta (Season best) | Recorde sul-americano | Recorde sul-americano (South America) | NM                         | Sem marca (No mark)                       |   |                                      |